# Риччи, Табата
Та́бата Ри́ччи Фа́бри Са́лту (порт.-браз. Tabatha Ricci Fabri Salto; род. 21 февраля 1995 года, Биригуи, штат Сан-Паулу, Бразилия) — бразильский профессиональный боец смешанных единоборств, выступающая под эгидой Ultimate Fighting Championship. Занимает 10 строчку официального рейтинга UFC в женском минимальном весе.

## Биография
Риччи родилась и выросла в Биригуи. Помимо нее в семье также есть старшая сестра. Следуя по стопам своего отца, Табата в 6 лет начала заниматься дзюдо, в 15 лет тайским боксом, а в 17 лет — бразильским джиу-джитсу. Свой первый поединок по правилам смешанных единоборств Риччи провела в 18 лет.

## Карьера бойца смешанных единоборств

### Начало профессиональной карьеры
Сразу после того, как ей исполнилось 18 лет, Риччи дебютировала в профессиональных смешанных единоборствах.
Из-за трудностей с поиском соперниц после побед в первых двух боях, Табата в 2017 году переехала в Японию, чтобы совершенствовать свое мастерство в разных аспектах. После проведенного там года, в конце 2017 года она переехала в Калифорнию, чтобы тренировать бразильское джиу-джитсу.
Риччи в 2020 году подписала контракт на три боя с Legacy Fighting Alliance, где победила во всех своих поединках, одолев Келси Арнесен единогласным решением судей, Ванессу Мари Граймс армбаром в первом раунде, а Шону Ормсби — техническим нокаутом во втором раунде.

### Ultimate Fighting Championship
5 июня 2021 года на 4-дневном коротком уведомлении заменила выбывшую Марину Мороз в бою в наилегчайшем весе против француженки Манон Фьоро на UFC Fight Night: Розенстрайк vs. Сакаи. Риччи проиграла техническим нокаутом в середине второго раунда.
23 октября 2021 года на турнире UFC Fight Night: Коста vs. Веттори вернулась в родной минимальный вес и единогласным решением судей (30–27, 30–27, 30–27) одолела бразильскую дебютантку Марию Оливейру.
21 мая 2022 года на турнире UFC Fight Night: Холм vs. Виейра вновь единогласным решением (29–28, 29–28, 29–28) победила очередную соотечественницу — Полиану Виану.
4 марта 2023 года на UFC 285 одержала первую досрочную победу в организации, победив болевым приемом «рычаг локтя» во втором раунде американку Джессику Пенн.
24 июня 2023 года на турнире UFC on ABC: Эмметт vs. Топурия в третий раз за четыре последних боях единогласным решением (29–28, 29–28, 30–27) одолела канадку Джиллиан Робертсон.

## Статистика в смешанных единоборствах
По данным Sherdog:
| Боёв 15  | Побед 12 | Поражений 3 |
| -------- | -------- | ----------- |
| Нокаутом | 2        | 1           |
| Сдачей   | 3        | 0           |
| Решением | 7        | 2           |

| Результат | Рекорд | Соперник            | Способ                                      | Турнир                                 | Дата            | Раунд | Время | Место                               | Примечание                    |
| --------- | ------ | ------------------- | ------------------------------------------- | -------------------------------------- | --------------- | ----- | ----- | ----------------------------------- | ----------------------------- |
| Победа    | 12-3   | Аманда Рибас        | Технический нокаут (удары локтями и руками) | UFC on ABC: Уиттакер vs. де Риддер     | 26 июля 2025    | 2     | 2:59  | Абу-Даби, ОАЭ                       |                               |
| Поражение | 11–3   | Янь Сяонань         | Единогласное решение                        | UFC Fight Night: Ян vs. Фигейреду      | 23 ноября 2024  | 3     | 5:00  | Макао, САР, Китай                   |                               |
| Победа    | 11–2   | Анджела Хилл        | Единогласное решение                        | UFC on ESPN: Каннонир vs. Борралью     | 24 августа 2024 | 3     | 5:00  | Лас-Вегас, Невада, США              |                               |
| Победа    | 10–2   | Тиша Пеннингтон     | Раздельное решение                          | UFC on ESPN: Льюис vs. Насименту       | 11 мая 2024     | 3     | 5:00  | Сент-Луис, Миссури, США             |                               |
| Поражение | 9–2    | Лупита Годинез      | Раздельное решение                          | UFC 295                                | 11 ноября 2023  | 3     | 5:00  | Нью-Йорк, Нью-Йорк, США             |                               |
| Победа    | 9–1    | Джиллиан Робертсон  | Единогласное решение                        | UFC on ABC: Эмметт vs. Топурия         | 24 июня 2023    | 3     | 5:00  | Джэксонвилл, Флорида, США           |                               |
| Победа    | 8–1    | Джессика Пенн       | Сдача (рычаг локтя)                         | UFC 285                                | 4 марта 2023    | 2     | 2:14  | Лас-Вегас, Невада, США              |                               |
| Победа    | 7–1    | Полиана Виана       | Единогласное решение                        | UFC Fight Night: Холм vs. Виейра       | 21 мая 2022     | 3     | 5:00  | Лас-Вегас, Невада, США              |                               |
| Победа    | 6–1    | Мария Оливейра      | Единогласное решение                        | UFC Fight Night: Коста vs. Веттори     | 23 октября 2021 | 3     | 5:00  | Лас-Вегас, Невада, США              | Возвращение в минимальный вес |
| Поражение | 5–1    | Манон Фьоро         | Технический нокаут (удары)                  | UFC Fight Night: Розенстрайк vs. Сакаи | 5 июня 2021     | 2     | 3:00  | Лас-Вегас, Невада, США              | Дебют в наилегчайшем весе     |
| Победа    | 5–0    | Шона Ормсби         | Технический нокаут (удары)                  | LFA 105                                | 23 апреля 2021  | 2     | 4:50  | Шони, Оклахома, США                 |                               |
| Победа    | 4–0    | Ванесса Мари Граймс | Сдача (рычаг локтя)                         | LFA 98                                 | 29 января 2021  | 1     | 1:07  | Парк-Сити, Канзас, США              |                               |
| Победа    | 3–0    | Келси Арнесен       | Единогласное решение                        | LFA 90                                 | 4 сентября 2020 | 3     | 5:00  | Су-Фолс, Южная Дакота, США          |                               |
| Победа    | 2–0    | Гразиели Рикотта    | Единогласное решение                        | Brazilian Fighting Championship 4      | 4 октября 2014  | 3     | 5:00  | Рибейран-Прету, Сан-Паулу, Бразилия |                               |
| Победа    | 1–0    | Даниэли Кунья       | Сдача (рычаг локтя)                         | Fight Masters Combat 1                 | 7 декабря 2013  | 1     | 2:30  | Сан-Паулу, Бразилия                 | Дебют в минимальном весе      |